# Leptomeson dombrowskii
Leptomeson dombrowskii is een keversoort uit de familie van de truffelkevers (Leiodidae). De wetenschappelijke naam van de soort werd in 1907 gepubliceerd door Viktor Apfelbeck als Antroherpon (Leptomeson) dombrowskii.